# Acharné
Pour le roman de Jack Campbell, voir Acharné.
L’Acharné A 693 était un remorqueur côtier de type Actif de la Première Région maritime.
Construit aux Chantiers et ateliers de la Perrière à Lorient, il fut admis au service actif le 22 mai 1974 à la Direction du port de Cherbourg. Mis en réserve le 7 février 2011, il a été retiré définitivement du service de la Base navale de Cherbourg le 15 mars 2011.
Il fut le dernier remorqueur côtier de la série des 1 000 chevaux.

## Histoire
Au début de sa carrière l’Acharné a navigué au profit de la Chambre de commerce et d'industrie de Cherbourg et a effectué parallèlement des missions de surveillance du champ de tir de Veules-les-Roses, aux abords de Dieppe.
Il a aussi effectué de nombreuses missions de sauvetage sur la côte de la Manche, lieu de trafic intense de la marine marchande et de la marine de pêche.
Le 18 juillet 1977, l'équipage de l’Acharné participa au sauvetage, par gros temps, de 17 scouts marins en difficulté sur leur voilier Hemdal et de 2 autres personnes sur une petite embarcation au large de Cherbourg.
En 1979, il a participé à la lutte antipollution lors de la catastrophe de l’Amoco Cadiz, pour traiter la marée noire par épandage de produits dispersants.
Dans ses dernières années l’Acharné assurera le fret au profit de grands événements maritime comme l'Armada de Rouen, la Transat Jacques Vabre, etc. Il fut présent à l'Armada 2003 et l'Armada 2008.
Il est retiré définitivement le 15 mars 2011 après une dernière cérémonie des couleurs. Il avait effectué 1 600 remorquages, assisté 80 navires en mer et parcouru 145 324 milles nautiques durant ses 37 ans de carrière.

## Caractéristiques techniques
Son équipage était composé de 8 officiers-mariniers dont un commandant et 5 quartiers-maîtres.
L’Acharné pouvait parcourir en autonomie 3 860 milles nautiques à 10 nœuds.